# La prima corsa automobilistica Susa Moncenisio
La prima corsa automobilistica Susa Moncenisio è un film documentario del 1904 di Roberto Omegna. A differenza di quanto appare dal titolo del documentario, in realtà l'edizione della corsa automobilistica Susa-Moncenisio ripresa all'epoca, non fu la prima, bensì la seconda, infatti la prima edizione di questo evento si svolse il 27 luglio 1902.

## Descrizione
Nell'estate del 1904  i fotografi torinesi Arturo Ambrosio e Roberto Omegna si recarono ad assistere alla corsa automobilistica in salita Susa-Moncenisio. Con una macchina da presa acquistata in Francia, Omegna effettuò le riprese di alcune fasi dell'evento.
In realtà si trattò di una sperimentazione, visto che per Omegna fu la prima volta che utilizzò l'apparecchio, e questi ebbe anche l'idea di porre una macchina da presa su un'automobile e seguire le auto in gara, come l'odierno sistema di camera-car.
Fu probabilmente il primo documentario di produzione italiana, il primo in assoluto tra quelli del genere sportivo, nonché la prima pellicola prodotta da quella ditta che alcuni anni dopo sarebbe divenuta l'Ambrosio Film.

## Nota tecnica
Dei 98 metri di filmato non è rimasto nemmeno un frammento, ed è quindi andato perduto.